# Ponte della Baia di Kola
Il Ponte della Baia di Kola (in russo Мост через Кольский залив?, ponte che attraversa la Baia di Kola, o in russo Кольский мост?, ponte di Kola) è un ponte stradale che attraversa la Baia di Kola nei pressi di Murmansk in Russia.
Costruito a partire dal 1992 e inaugurato l'11 ottobre 2005 alla presenza dell'allora primo ministro russo Michail Efimovič Fradkov, il ponte ha una lunghezza complessiva di 2,5 chilometri e permette il transito automobilistico tra la città di Murmansk e le regioni che si trovano ad ovest della baia e verso il confine con la Finlandia e la Norvegia.
La struttura ha una lunghezza complessiva di 2,5 chilometri compresi i collegamenti stradali sulle due sponde, mentre la parte di ponte vero e proprio al di sopra della baia è lunga 1611 metri ed è composta da travi in cemento armato che poggiano su piloni in cemento armato. Il piano stradale è largo 22,5 metri ed è composto da due carreggiate (una per senso di marcia) da due corsie ciascuna. Le carreggiate sono separate da una corsia di separazione della larghezza di due metri e sul loro lato esterno si trova un marciapiede.

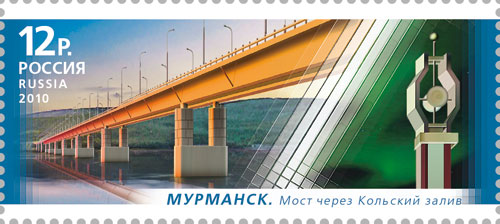
Il francobollo dedicato al ponte

Al momento della sua inaugurazione il ponte della Baia di Kola era il più lungo ponte oltre il circolo polare artico al mondo. Nel 2009 tale primato è passato al ponte ferroviario sul fiume Yuribey, realizzato lungo la linea Obskaya–Bovanenkovo nella Penisola Jamal. Il ponte della Baia di Kola mantiene il primato di più lungo ponte stradale a nord del circolo polare artico ed è uno dei ponti più lunghi della Russia.
Nel 2010 Počta Rossii, l'azienda di servizi postali della Federazione russa, ha emesso un francobollo commemorativo raffigurante il ponte.